# Inger Henricson
Inger Henricson, född 3 januari 1940, är en svensk författare.
Efter studier på bland annat Hola folkhögskola bodde och arbetade hon i många år i Örnsköldsvik. Inger Henricson har varit aktiv som lokalpolitiker för Miljöpartiet i Dorotea kommun. 2013 tog hon initiativ till Doroteaupproret, som ockuperade Dorotea sjukstuga.

## Författarskap
Inger Henricson debuterade 2010 med dokumentärromanen Stannfåglarna som utgavs på förlaget Bokverket. Boken är en episk roman som behandlar hennes farföräldrars liv på kronotorpet Klippsta, norr om Hoting, från ungefär 1900 till 1945. För romanen tilldelades Henricson Hedenvind-plaketten 2012.
Romanen Flyttfåglarna (Ord & visor förlag) från 2016 är en fristående fortsättning, där hon följer tre systrar ut i arbete och studier.
2019 gav Inger Henricson ut diktsamlingen Bär mig varsamt.

## Priser och utmärkelser
- 2012 – Hedenvind-plaketten[7][8]

### Webbkällor
- Inger Henricson från bokverket.com

### Fotnoter
1. ↑  ”Inger Henricson”. Libris. http://libris.kb.se/hitlist?d=libris&q=inger+henricson&f=simp&spell=true&hist=true&p=1. Läst 10 juni 2012.
2. ↑  Inger Henricson Arkiverad 1 februari 2014 hämtat från the Wayback Machine. från mp.se
3. 1 2  ”Unikt boksläpp i Dorotea”. Strömsunds gratistidning. 1 juli 2019. http://www.stromsundsgratistidning.se/2019/07/01/unikt-bokslapp-i-dorotea/. Läst 4 september 2020.
4. ↑  Stannfåglarna Arkiverad 16 januari 2014 hämtat från the Wayback Machine. från bokverket.com
5. ↑  ”Inger Henricson om Stannfåglarna”. Stockholm Stad. Arkiverad från originalet den 16 januari 2014. https://web.archive.org/web/20140116102146/https://biblioteket.stockholm.se/kalender/inger-henricson-om-stannf%C3%A5glarna. Läst 10 juni 2012.
6. ↑  Lindsköld, Jonas (4 maj 2012). ”Före detta aktivist prisad”. Västerbottens-Kuriren. Arkiverad från originalet den 8 maj 2012. https://web.archive.org/web/20120508045752/http://www.vk.se/626421/fore-detta-aktivist-prisad. Läst 10 juni 2012.
7. ↑  "Inger Henricson får årets Hedenvindplakett" Arkiverad 25 maj 2012 hämtat från the Wayback Machine. Länstidningen Östersund 23 maj 2012
8. ↑  "Årets Hedenvindplakett till Inger Henricson" Arkiverad 16 januari 2014 hämtat från the Wayback Machine. Affärsnytt Norr Strömsund 2012-09-14